# G̊
Cette page contient des caractères spéciaux ou non latins. S’ils s’affichent mal (▯, ?, etc.), consultez la page d’aide Unicode.
G̊ (minuscule : g̊), appelé G rond en chef, est une lettre de l’alphabet latin utilisé dans l’écriture du yazgoulami. Elle est formée de la lettre G diacritée d’un rond en chef.

## Utilisation
Le G rond en chef a été utilisé en same du Nord dans la revue Samealbmug publiée en 1921 et 1922.
Dans l’alphabet phonétique international, la lettre minuscule g rond en chef ‹ g̊ › (ou lettre minuscule g cursif rond en chef ‹ ɡ̊ ›) peut être utilisée comme alternative à la lettre minuscule g rond soucrit minuscule ‹ g̥ › (ou lettre minuscule g cursif rond souscrit ‹ ɡ̥ ›), le g (ou g cursif) représentant une consonne occlusive vélaire voisée [g] et le rond en chef ou souscrit représentant le dévoisement de cette consonne..

## Représentations informatiques
Le g rond en chef peut être représenté avec les caractères Unicode suivants :
| Formes    | Représentations | Chaînes de caractères | Points de code | Descriptions                                       |
| --------- | --------------- | --------------------- | -------------- | -------------------------------------------------- |
| majuscule | G̊               | G◌̊                    | U+0047 U+030A  | lettre majuscule latine g diacritique rond en chef |
| minuscule | g̊               | g◌̊                    | U+0067 U+030A  | lettre minuscule latine g diacritique rond en chef |